# (971) Alsatia
(971) Alsatia ist ein Asteroid des Hauptgürtels, der am 23. November 1921 vom französischen Astronomen Alexandre Schaumasse in Nizza entdeckt wurde.
Der Entdecker benannte den Asteroiden Alsace (Elsass). Das Recheninstitut jedoch änderte die Bezeichnung in die lateinische Form Alsatia.